# Plautella cossaea
Plautella cossaea is een vlinder uit de familie van de Lycaenidae. De wetenschappelijke naam van de soort is voor het eerst gepubliceerd in 1895 door Lionel de Nicéville.
De soort komt voor in Maleisië en Indonesië.

## Ondersoorten
- Plautella cossaea cossaea
  - = Cyaniris cossaea cossaea de Nicéville, 1895
  - = Lycaenopsis cossaea cossaea de Nicéville, 1895
- Plautella cossaea hegesias (Fruhstorfer, 1910)
  - = Cyaniris cossaea hegesias Fruhstorfer, 1910
  - = Lycaenopsis cossaea hegesias Fruhstorfer, 1910
  - = Celastrina cossaea hegesias (Fruhstorfer, 1910)
- Plautella cossaea pambui (Eliot, 1973)
  - = Celastrina cossaea pambui Eliot, 1973
- Plautella cossaea plauta (Druce, 1895)
  - = Cyaniris plauta Druce, 1895
  - = Lycaenopsis plauta Druce, 1895
  - = Acytolepis plauta (Druce, 1895)
- Plautella cossaea sabatina (Fruhstorfer, 1910)
  - = Cyaniris cossaea sabatina Fruhstorfer, 1910
  - = Lycaenopsis cossaea sabatina Fruhstorfer, 1910
  - = Celastrina cossaea sabatina  (Fruhstorfer, 1910)
- Plautella cossaea sonchus (Druce, 1896)
  - = Cyaniris sonchus Druce, 1896
  - = Cyaniris cossaea distanti Fruhstorfer, 1910
  - = Lycaenopsis cossaea distanti Fruhstorfer, 1910
  - = Celastrina cossaea distanti (Fruhstorfer, 1910)
  - = Cyaniris cossaea sonchus Fruhstorfer, 1910
  - = Lycaenopsis cossaea sonchus Fruhstorfer, 1910
  - = Celastrina cossaea sonchus (Druce, 1896)